# Parachernes litoralis
Espèce
Parachernes litoralis est une espèce de pseudoscorpions de la famille des Chernetidae.

## Distribution
Cette espèce est endémique des États-Unis. Elle se rencontre en Caroline du Nord et en Floride.

## Publication originale
- Muchmore & Alteri, 1969 : Parachernes (Arachnida, Chelonethida, Cheretidae) from the coast of North Carolina. Entomological News, vol. 80, p. 131-137.